# Patricia De Waele
Patricia Marie Octave De Waele (Gent, 16 mei 1960) was tot 2014 een Belgische politica van Lijst Dedecker. Voorheen was ze actief in Open Vld, onder andere als nationaal ondervoorzitster.

## Biografie
Ze behaalde in 1983 een licentiaat in toegepaste economische wetenschappen (optie marketing) aan de Katholieke Universiteit Leuven. Ze werkte enkele jaren voor een Amerikaanse multinational en een toeleveringsbedrijf voor een autoleverancier en ging nadien vanaf 1987 als bestuurder aan de slag voor het bouw- en immobiliënbedrijf van haar familie. Ze specialiseerde zich daarbij in immobiliën.
In 1994 werd De Waele politiek actief voor de liberale VLD. Voor deze partij werd ze in oktober dat jaar verkozen tot gemeenteraadslid van Evergem. Na zes jaar in de oppositie te hebben gezeteld, was De Waele van 2001 tot 2006 eerste schepen van de gemeente. Van april 2001 tot juli 2004 was ze tevens waarnemend burgemeester van Evergem, als vervangster van titelvoerend bestuurder Paul Van Grembergen, die op dat moment minister was in de Vlaamse regering. Na de verkiezingen van oktober 2006 kwam ze als raadslid in de oppositie terecht. In 2012 verliet De Waele de gemeentepolitiek van Evergem, nadat borstkanker bij haar was vastgesteld.
Voor de VLD/Open Vld nam ze zowel deel aan de verkiezingen voor de Kamer van volksvertegenwoordigers in 2003 en 2007 als aan de verkiezingen voor het Vlaams Parlement in 1999 en in 2004. Bij al deze verkiezingen raakte ze echter niet verkozen. Eind 2004 stelde ze zich, net als Bart Somers en Jean-Marie Dedecker, kandidaat voor het voorzitterschap van de VLD. Ze werd, als eerste kandidaat zonder nationaal mandaat, derde in de kiesstrijd met 6,44 % van de geldig uitgebrachte stemmen. De Waele raakte wel verkozen in het partijbestuur, waar ze met de meeste stemmen in de categorie van de niet-mandatarissen werd gekozen.
In juni 2006 werd ze voor vier maanden uit het VLD-partijbestuur geschorst omdat ze een jaar eerder openlijk kritiek had geuit op de partijleiding van de VLD in De Standaard. Ze had onder meer kritiek geuit op de volmachten die partijleider Bart Somers gekregen had om dissidente partijgenoten aan te pakken. Somers verwijderde haar onmiddellijk uit het partijbestuur en startte de procedure om haar ook als partijlid te schrappen. Omdat het lokale Evergemse bestuur haar bleef steunen, werd ze echter niet uit de partij gezet. Ondanks de conflicten met Bart Somers werd De Waele in april 2008 door hem aangesteld als derde ondervoorzitter van de partij, naast Herman De Croo en Hilde Vautmans. Ze bleef dit tot aan de bestuursverkiezingen van oktober dat jaar.
In april 2009 maakte De Waele bekend Open Vld te verlaten en over te stappen naar Lijst Dedecker, omdat ze de koers van haar vorige partij niet liberaal genoeg meer vond. Bij de Vlaamse verkiezingen van 7 juni dat jaar kreeg zij de tweede plaats op de LDD-lijst voor de kieskring Oost-Vlaanderen. De Waele raakte verkozen en ging zetelen in de commissies Woonbeleid, Stedelijk Beleid en Energie (2009-2014), Welzijn, Volksgezondheid, Gezin en Armoedebeleid (2009-2010), Landbouw, Visserij en Plattelandsbeleid (2010-2011) en  Bestuurszaken, Binnenlands Bestuur, Decreetsevaluatie, Inburgering en Toerisme (2011-2014). Ze bleef Vlaams Parlementslid tot in mei 2014 en kwam toen niet meer op bij de verkiezingen.